# Gregorio Romero de Larrañaga

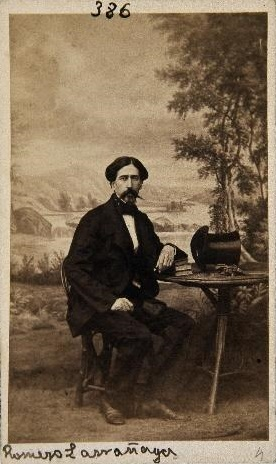
Gregorio Romero Larrañaga

Gregorio Romero de Larrañaga, född 1814 i Madrid, död där 1872, var en spansk författare.
Romero de Larrañaga hade till mönster George Sand och Théophile Gautier. I sina dikter Canción del pescador, Sus ojos, Alcalá de Henares apoteoserade han oskuld och dygd. Hans sceniska arbeten El de la cruz colorada, El sayón, Doña Jimena de Ordoñez, Garcilaso de la Vega, Misterios de honra y Vengadores och El gabán del rey är en blandning av sentimentalitet och kraft. Romero de Larrañaga skrev även en roman på vers, Amor con poca fortuna (1844). 